# Gaz neutre
Un gaz neutre est un gaz dont la composition est sans conséquence préjudiciable dans un certain contexte : dans le cas d'une réaction chimique particulièrement, il est choisi et utilisé en remplacement de l'air pour son absence d'action sur les réactifs en présence. Ce terme est donc relatif : si certains gaz comme l'hélium ou le néon sont connus pour ne pas faire des composés chimiques sauf circonstances très particulières, d'autres gaz utilisés comme atmosphère neutre ne sont pas utilisables pour toutes les réactions chimiques. C'est le cas du diazote qui peut réagir avec le lithium ou le titane.
On utilise des gaz spéciaux pour neutraliser l'atmosphère en chimie, en prévention et en lutte contre les incendies, en métallurgie, en conservation alimentaire et biologique.
En plongée comme en chimie, le gaz neutre peut servir à diluer un gaz réactif pour contrôler la réaction chimique (le gaz à diluer est souvent le dioxygène).
Enfin le gaz neutre reste un gaz et même s'il ne réagit pas chimiquement, il peut diffuser dans les matériaux, se dissoudre dans les liquides ou voir sa pression augmenter en se réchauffant et ainsi provoquer des effets indésirables (inclusion de bulles dans les matériaux ou accidents de plongée par exemple).
Selon le contexte, on choisira d'avoir recours au vide plutôt qu'à un gaz neutre si cela est possible et que les effets secondaires deviennent plus gênants que le maintien d'une atmosphère sous vide.